# Elijahu Golomb

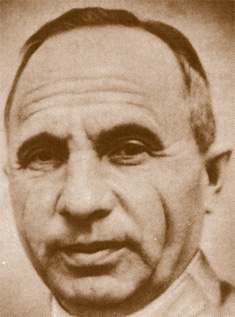
Elijahu Golomb

Elijahu Golomb (* 2. März 1893 in Waukawysk, Russisches Kaiserreich; † 11. Juni 1945 in Tel Aviv, Völkerbundmandat für Palästina) war ein Zionist und jüdischer Untergrundkämpfer. Er war Gründer und Leiter der Hagana, Leiter der Histadrut und einer der Leiter des Mossad le Alija Bet, sowie Mitbegründer der Partei Achdut haAwoda.

## Leben
Golomb wurde als Sohn eines Fabrikanten in Waukawysk geboren. Er erhielt eine traditionelle Erziehung und Schulbildung an einer Talmudschule. Auf der weiterführenden Schule hatte Golomb Kontakt zu russischen Revolutionären und wurde so mit sozialistischen Ideen konfrontiert.
Im Alter von 16 Jahren wurde Golomb 1909 in das damals noch zum Osmanischen Reich gehörende Palästina geschickt und besuchte in Jaffa das Herzlia-Gymnasium. Zu seinen Klassenkameraden gehörten Mosche Scharet und Dow Hoz. Golombs Eltern kamen 1911 nach. Golombs Vater besaß eine Fabrik in Jaffa und eine Getreidemühle in Tel Aviv. 
1913 gehörte Elijahu zum ersten Abschlussjahrgang des Herzlia-Gymnasiums. Gemeinsam mit anderen Kommilitonen gründete er eine Pionier-Studentengruppe, die sich der Landerschließung widmete. Damit verbunden war sein Eintritt in den Kibbuz Degania A am Südufer des Sees Genesareth. Ein arabischer Überfall, bei dem zwei Kameraden ermordet wurden, war ein einschneidendes Erlebnis in Golombs Biographie, die ihn zu der Überzeugung brachte, dass Landerschließung und landwirtschaftliche Arbeit eng verknüpft sein muss mit der Verteidigung des Jischuw.
Nach Tod des Vaters 1914 kehrte Golomb nach Tel Aviv zurück und übernahm die elterliche Getreidemühle. Er heiratete Ada Szertok, mit der er drei Kinder bekam. Im Ersten Weltkrieg wurde Golomb von der Osmanischen Armee gezwungen, die Getreidemühle auch am Sabbat zu betreiben. Golomb weigerte sich und wurde daraufhin auf Befehl des Gouverneurs von Jaffa öffentlich ausgepeitscht. Diese religiöse und öffentliche Demütigung erzeugte in Golomb einen radikalen Widerstand gegen die Türken sowie gegen jüdische Führer, die zum Dienst in der türkischen Armee aufriefen. Als 1917 die Britische Armee in Palästina vorrückte, wurde Golomb Leiter der Volontäre der Jüdischen Legion. Sein primäres Ziel war der Schutz des Jischuw, deshalb leistete Golomb erfolgreichen Widerstand gegen britische Pläne, die Jüdische Legion im Ausland einzusetzen.
Im Februar 1920 organisierte Golomb Hilfe für die jüdischen Verteidiger von Tel Chai. Durch weitere arabische Überfälle auf Juden im April 1920 in Nebi Musa und Jerusalem wurde Golomb stark für die Gründung einer Verteidigungsmiliz motiviert und initiierte die Gründung und Bildung der Hagana. Er war ein erklärter Gegner des Konzepts einer kleinen militärischen Elite, wie es die kurz zuvor aufgelöste HaSchomer war, sondern befürwortete die Ausrüstung und Ausbildung großer Bevölkerungsteile für die Landesverteidigung. Auch war er ein Befürworter von gezielter Bekämpfung und Vergeltungsaktionen arabischer Übergriffe, aber ein Gegner von pauschalen Repressalien gegen die arabische Bevölkerung. Da er eine prägende Persönlichkeit für die Hagana war, floss diese Grundausrichtung Golombs auch in das Selbstverständnis der Hagana ein. Was in der Konsequenz zur meist unterschwelligen Rivalität mit anderen jüdischen Milizen mit einer anderen Prägung wie z. B. Irgun und Lechi sorgte, bis die verschiedenen Milizen nach der Staatsgründung Israels entweder aufgelöst wurden oder in der IDF aufgingen.
Golomb war von 1920 bis 1930 Mitglied des Zentralkomitees der Hagana, von 1931 bis zu seinem Tod 1945 Mitglied der Kommandoebene. Von 1922 bis 1924 war er in Europa mit dem Waffenkauf in Berlin, Paris und Wien, sowie der Ausbildung jüdischer Pionierjugendorganisationen tätig. Nach seiner Rückkehr wurde er aufgrund seiner Persönlichkeit die prägende Führungsfigur der Hagana, obwohl er offiziell keinen Titel trug und keinen Rang innehatte. Golomb bildete viele spätere Hagana- und IDF-Führer und Kommandanten aus.

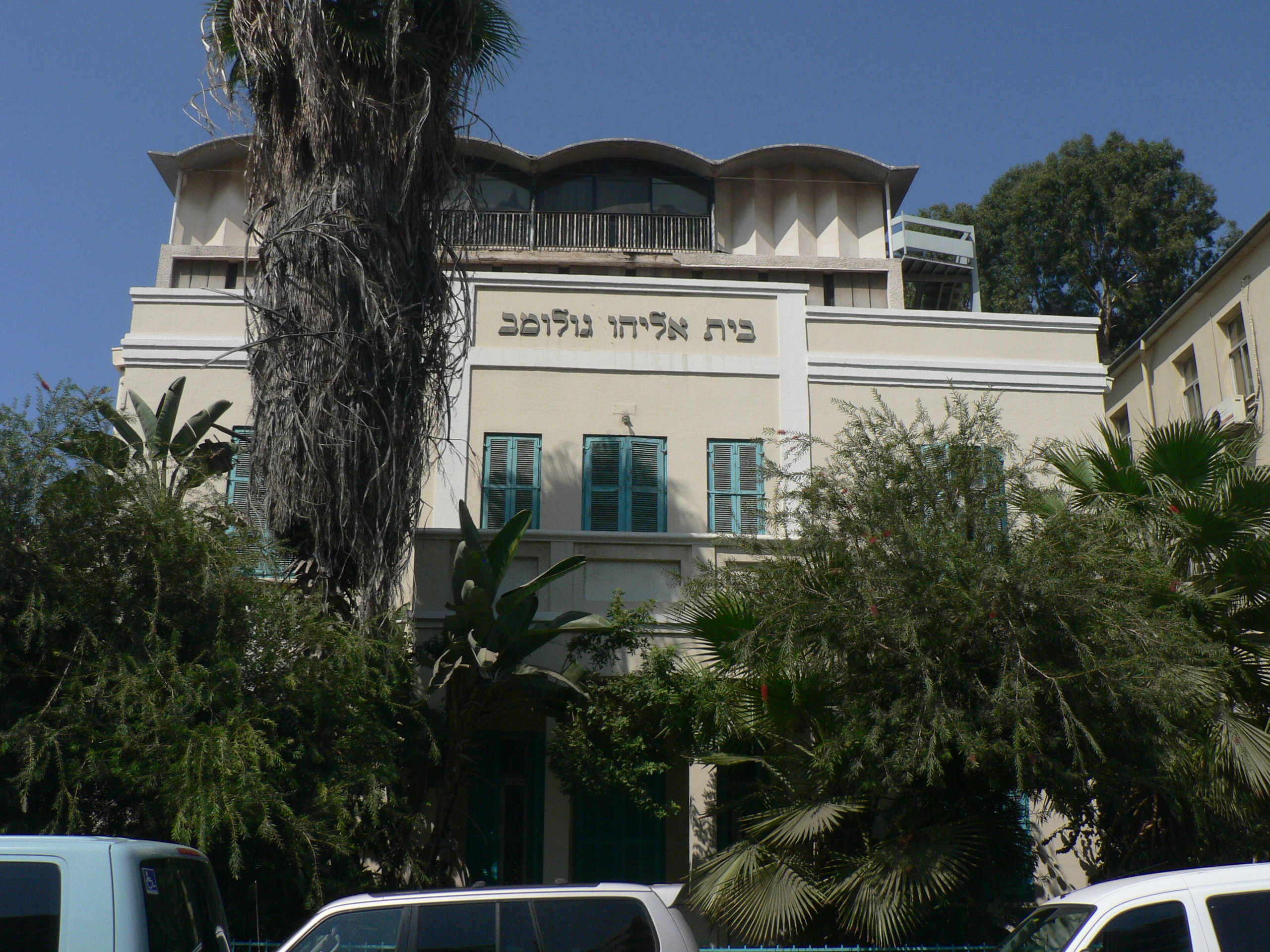
Golombs ehemaliges Wohnhaus in Tel Aviv, heute Hagana-Museum

Golombs Wohnhaus in Tel Aviv war faktisch die Führungszentrale der Hagana und Konferenzort der Sicherheitsträger des Jischuw. Viele wichtige Entscheidungen wurden hier getroffen, wie z. B. das Konzept der Turm-und-Palisaden-Siedlungen, die Errichtung der „Field Force“ (Pelugot Sadeh) mit Genehmigung der Mandatsregierung während der arabischen Aufstände 1936–1939 für direkte Bekämpfung arabischer Kämpfer, die Gründung des Palmach, oder die Entsendung von Fallschirmjägern als Agenten in das besetzte Europa.
Golomb starb überraschend im Alter von 52 Jahren. Er ist begraben auf dem Trumpeldor-Friedhof in Tel Aviv. Zu seinen Ehren erhielt die Fenice für die Überfahrt im Zusammenhang mit der La-Spezia-Affäre 1946 seinen Namen.